# Karl-Hermann Bortfeldt
Karl-Hermann Bortfeldt (12 de Abril de 1921 - ) foi um comandante de U-Boot que serviu na Kriegsmarine durante a Segunda Guerra Mundial.